# 공유 킥보드

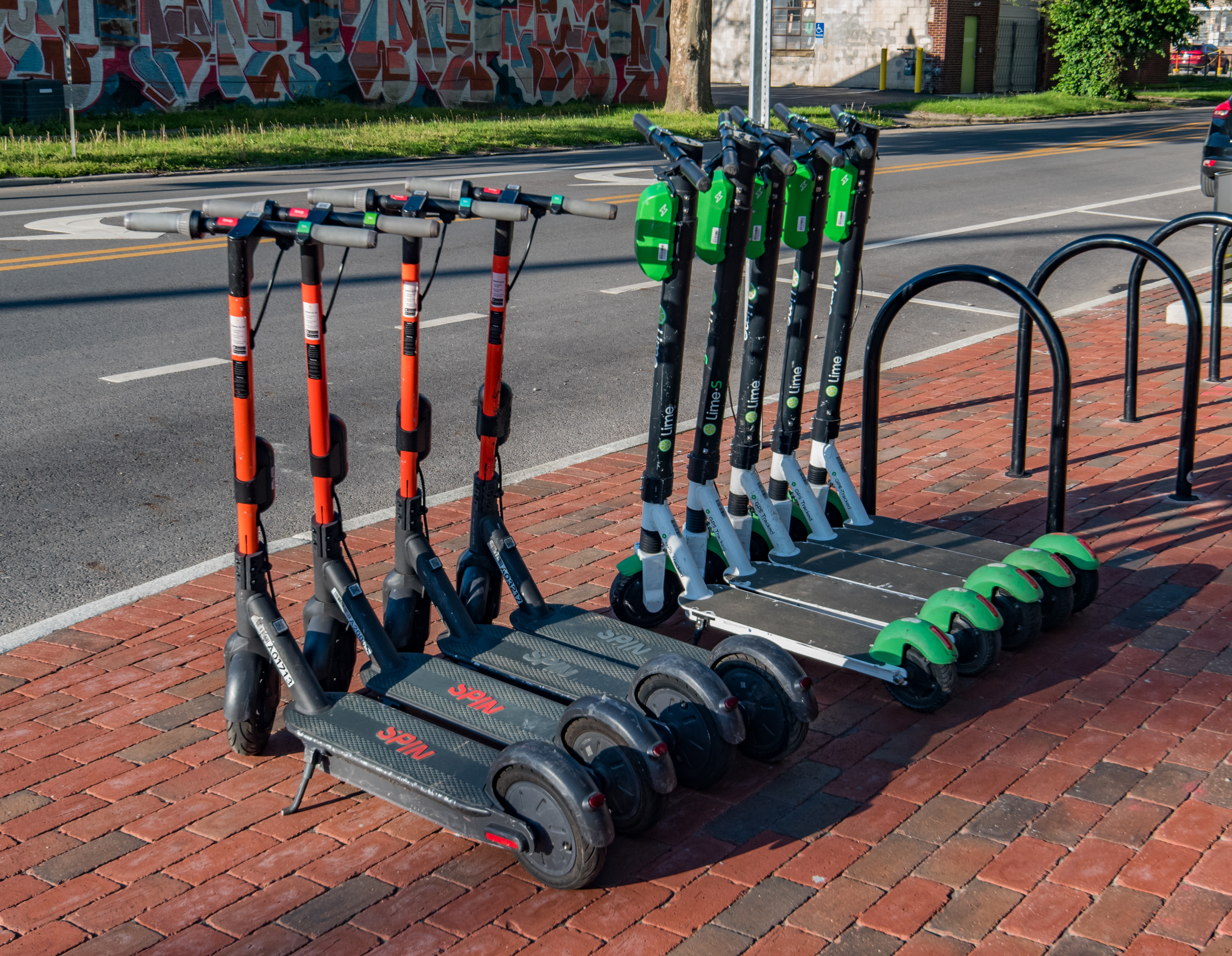
미국 오하이오주 콜럼버스에 주차된 전동 킥보드

공유 킥보드는 전동 킥보드를 단기 임대에 사용할 수 있도록 제공하는 공유 운송 서비스다. 전동 킥보드 공유의 인기가 높아짐에 따라 지방 정부는  라이더와 보행자의 안전을 높이기 위해 전동 킥보드에 대한 규정을 시행하기 시작 했다. 전동 킥보드는 가장 저렴하고 가장 인기 있는 마이크로 모빌리티 옵션 중 하나다.